# Alliance de l'indépendant
 (novembre 2015).
Si vous disposez d'ouvrages ou d'articles de référence ou si vous connaissez des sites web de qualité traitant du thème abordé ici, merci de compléter l'article en donnant les références utiles à sa vérifiabilité et en les liant à la section « Notes et références ».
Le Parti de l'Alliance de l'indépendant était un parti politique canadien fondé en Juin 1991. Les deux membres originaux étaient Bea Firth (en) et Alan Nordling (en), tous deux anciens membres du Parti du Yukon (anciennement Parti progressiste-conservateur du Yukon). Les deux membres ont été élus à l'élection de 1992, mais l'alliance a rapidement émietté comme Nordling a rejoint le Parti du Yukon pour l'élection de 1996 et aucun candidat n'a été élu. Le parti a perdu son inscription en vertu de la Loi sur les élections de 1999.